# Bruce Hart
Bruce Dennis Luis Hart (Calgary, 13 januari 1950) is een Canadees voormalig professioneel worstelaar.
Hart is de tweede zoon van Stu Hart en is lid van de legendarische Hart-worstelfamilie.

## In het worstelen
- Finishers
  - Hart Breaker
- Signature moves
  - Camel clutch
  - Lariat
- Manager
  - Stu Hart
- Bijnamen
  - "Cowboy"
  - "Beautiful Brucie'"

## Prestaties
- Polynesian Pacific Wrestling
  - PPW Tag Team Championship (1 keer: met Keith Hart)
- Stampede Wrestling
  - NWA International Tag Team Championship (Calgary version) (2 keer: met Davey Boy Smith)
  - Stampede British Commonwealth Mid-Heavyweight Championship (8 keer)
  - Stampede International Tag Team Championship (2 keer: met Brian Pillman (2x) en Teddy Hart (1x)[1])
  - Stampede North American Heavyweight Championship (2 keer)
  - Stampede World Mid-Heavyweight Championship (2 keer)
  - Stampede Wrestling Hall of Fame